# Thibaud Chapelle
Thibaud Chapelle   (Bron, 9 de maig de 1977) és un remer francès, ja retirat, que va competir entre finals de la dècada de 1990 i començaments de la del 2000.
El 2000 va prendre part en els Jocs Olímpics d'Estiu de Sydney, on formant parella amb Pascal Touron, guanyà la medalla de bronze en la prova del doble scull lleuger del programa de rem.
En el seu palmarès també destaca una medalla de bronze al Campionat del món de rem 2001 i una medalla de plata als Jocs del Mediterrani de 2001.
El 2000 fou distingit Cavaller de l'Orde Nacional del Mèrit.